# Namsos
Namsos est une commune norvégienne située dans le comté de Trøndelag.

## Géographie
Elle fait partie de la région du Namdalen et est située dans le nord-ouest du comté de Trøndelag, autour du fjord de Namsen (no), à l'embouchure de la rivière Namsen.

## Histoire
(janvier 2018).
Le contenu est difficilement compréhensible vu les erreurs de traduction, qui sont peut-être dues à l'utilisation d'un logiciel de traduction automatique.
L'histoire de Namsos (no) concerne principalement l'établissement de la ville en 1845. Trois fois, Namsos a été ravagé, soit par le feu ou des bombes. À chaque fois, la reconstruction de la ville a eu lieu rapidement. Namdalen a de grandes ressources forestières. Namsos est situé dans le Comté de Nord-Trøndelag, au milieu du fjord de Namsen (no), au bout de la rivière Namsen. La première opération de bois industriel a commencé au XIXe siècle. En dehors de la côte, il y avait beaucoup de poissons dans la mer.
Quand les gens de Namdalen vendaient quelque chose, ils devaient le faire par l'intermédiaire de commerçants qui vivaient dans la ville. Avant 1845, les descendants devaient aller à Trondheim s'ils voulaient vendre quelque chose. Seules les villes ont pu commercer. Le commerce dans les villes a conduit à des taxes douanières et autres à la trésorerie . Les intérêts publics et privés construiraient une ville à la sortie de Namsen. Dans les années 1830, on a beaucoup discuté à Namdalen de l'établissement d'une ville dans le district. Les autorités gouvernementales ont également convenu qu'une ville devrait être établie à Namdalen, mais il y avait un désaccord sur l'endroit où la ville devrait être. Il a été proposé onze endroits qui étaient courtois pour établir une ville. Il était Nærøysund, port Fosnes, Landfall Vika, Bråholmen, Spillum Vika, Prestvika, Fosslandsosen, Bjørøya, Golfe Selnes et Holmen dixième. Pour le bateau et l'industrie de la pêche, il était préférable que la ville soit débarquée à Nærøy. Nærøy est situé sur la côte. L'industrie du bois établirait la ville à la sortie de Namsen. La plus grande partie du bois coupé à Namdalen a été inondée à Namsen. L'industrie agricole construirait la ville de Bråholmen. Spillumsvika et Bråholmen avaient de bonnes conditions portuaires. Le 7 juin 1845, le Storting décida que la nouvelle ville devait être construite à Bråholmen. Le roi norvégien Oscar I accepta la proposition. Beaucoup de noms étaient sceptiques quant à la construction de la nouvelle ville à Bråholmen. Homme de race blanche Ludvig Kristensen Daa a parlé cependant chaud qu'il allait construire une ville juste à Bråholmen. Le poisson, l'agriculture et la foresterie se développeraient fortement dans les années à venir, pensait Daa. Namsos serait un centre viable pour ce développement. Beaucoup pensaient qu'il était étrange qu'une ville fût construite dans un endroit où les gens ne vivaient presque pas. En 1845, seulement 23 âmes vivaient à Bråholmen. Généralement, une ville s'est développée à partir d'un règlement. Au cours des dix premières années, Namsos appartenait à la municipalité d'Overhalla. Les frais généraux étaient peu intéressés par le développement de Namsos. Le premier bâtiment municipal à Namsos a été mis en place en 1855. Dans les 20 premières années, les communications dans la ville étaient mauvaises. Il a inhibé le développement du commerce. En 1868, la route était Namsos et Overhalla achevée. L'année d'avant, la compagnie de navigation de Namso a été formée. Ils conduiraient par la navigation à Namdalen et conduiraient une route de bateau à vapeur à Trondheim. Mais les conditions du port de Bråholmen étaient hors de question. L'accès à l'eau douce était également médiocre. Beaucoup étaient sceptiques à l'idée que Namsos devienne une ville commerciale dynamique.
Durant la Seconde Guerre mondiale, le corps expéditionnaire français en Scandinavie y débarqua le 19 avril 1940 pour s'y réfugier. La ville fut endommagée lors du bombardement par l'aviation allemande qui endommagea l'Emile-Bertin et le Ville-d'Oran.
Le 1er janvier 2020, elle s'agrandit du territoire des anciennes communes de Fosnes et Namdalseid, à la suite d'un référendum.

## Personnalités
L'artiste peintre belge Guillaume Van Strydonck est né à Namsos en 1861.